# Batthyány

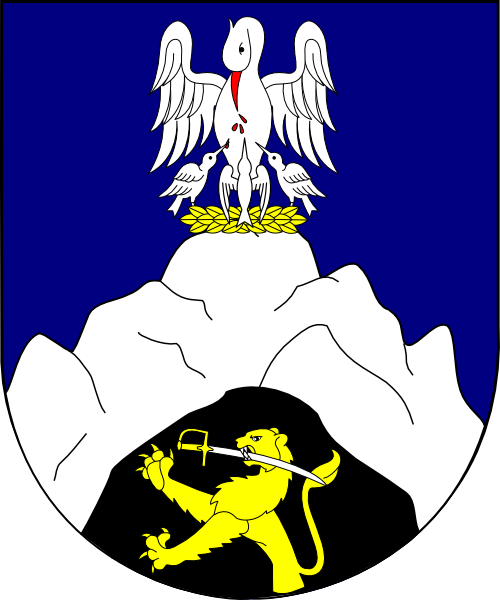
Wappen der Batthyány

Batthyány (IPA: [ˈbɒcːaːɲi]) ist der Name einer alten und weit verzweigten ungarischen Adelsfamilie, die als Magnaten, Grafen und Fürsten zu den bedeutendsten Geschlechtern der Habsburgermonarchie gehörten. Ihre Mitglieder besetzten teils höchste Hof-, Staats- und Kirchenämter und besaßen als Grundherren und Großgrundbesitzer zahlreiche Herrschaften und Ländereien im westungarisch-burgenländischen Raum, dessen politische, kulturelle und wirtschaftliche Entwicklung sie jahrhundertelang maßgeblich prägten. 
Stand 2025 gibt es weltweit – vor allem in Ungarn, Österreich und Deutschland – noch ungefähr 70 Nachkommen und Mitglieder (Namensträger) der Familie. Die sogenannte „erweiterte Familie“ umfasst ungefähr 200 Mitglieder.

## Familiengeschichte
Die Batthyány zählen zum ungarischen Uradel. Von Forschern wird die Herkunft der Familie auf das Geschlecht der Eors (Örs oder Urs) zurückgeführt, welche 970 erstmals erwähnt wurden und sich am Nordufer des Plattensees niederließen. Auf jeden Fall kann die Stammreihe der Batthyánys eindeutig mit Miklós de Kővágóörs (1341–1376), der eine Katharina Batthyány heiratete, als beginnend betrachtet werden. Dessen Sohn Georg de Kővágóörs wurde 1370 Burghauptmann von Esztergom und bekam für seine Verdienste im Kampf gegen die Türken im Jahre 1398 von König Sigismund das Gut Battyán mit dem Marktstädtchen Polgárdi im Komitat Fejér verliehen. 1481 erlangte das Geschlecht eine Wappenerneuerung.

### Güssing

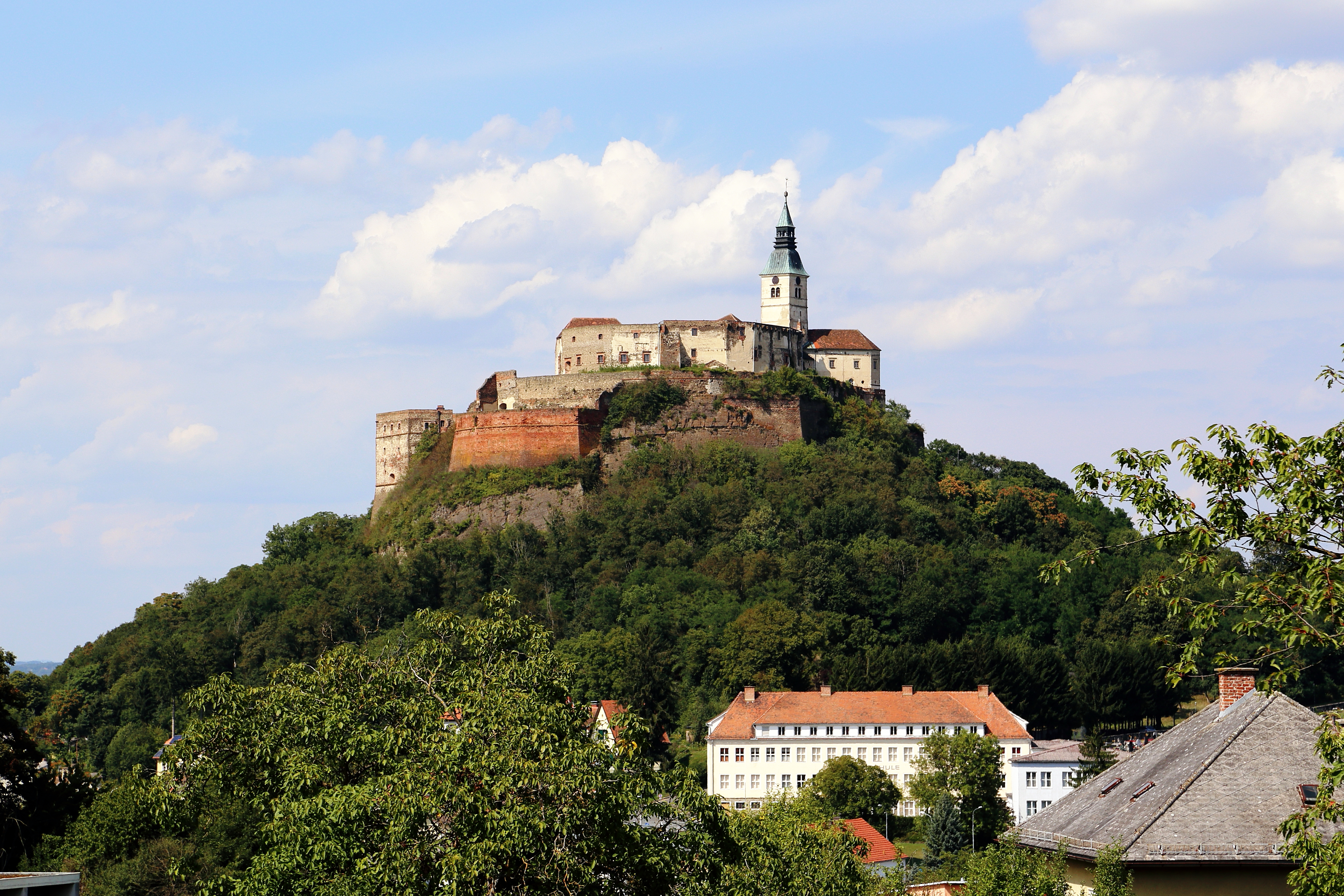
Burg Güssing im Burgenland, seit 1524 bis heute Sitz der Familie

Mit Franz I., seinem Neffen Christoph und Balthasar II. begann ein neues Kapitel der Familiengeschichte. Am 30. Juni 1524 bekamen sie von König Ludwig II. die Burg und Herrschaft Güssing (ungarisch Nemetújvár) übertragen, als Lohn für den Sieg über ein türkisches Heer bei Jajce. Die Familie ließ die Burg im 16. und 17. Jahrhundert wegen der drohenden Gefahr aus dem Osten zur weitläufigen Festung erweitern. Seither ist dies der Stammsitz der Familie im Süden des (bis 1920 ungarischen) Burgenlandes; eine Linie des Geschlechtes nannte sich danach auch Batthyány Nemetújvári. Balthasar III. Batthyány machte den Familiensitz Güssing 1570 zum evangelischen Mittelpunkt der Region. Er war General in den Türkenkriegen. Sein Sohn Franz II. Batthyány (1577–1625) war Feldhauptmann in Niederungarn und Kammerherr mehrerer Kaiser; 1603 wurde ihm der Grafenstand verliehen. Für seine Verdienste in der Landesverteidigung gegen die Türken erhielt er von Kaiser Rudolf II. die Herrschaft Körmend. Nachdem Ferdinand II. die religiöse Toleranzpolitik beendet hatte, stellte sich der Calvinist Franz Batthyány aber zu Beginn des Dreißigjährigen Krieges auf die Seite des protestantischen siebenbürgischen Fürsten Gábor Bethlen.

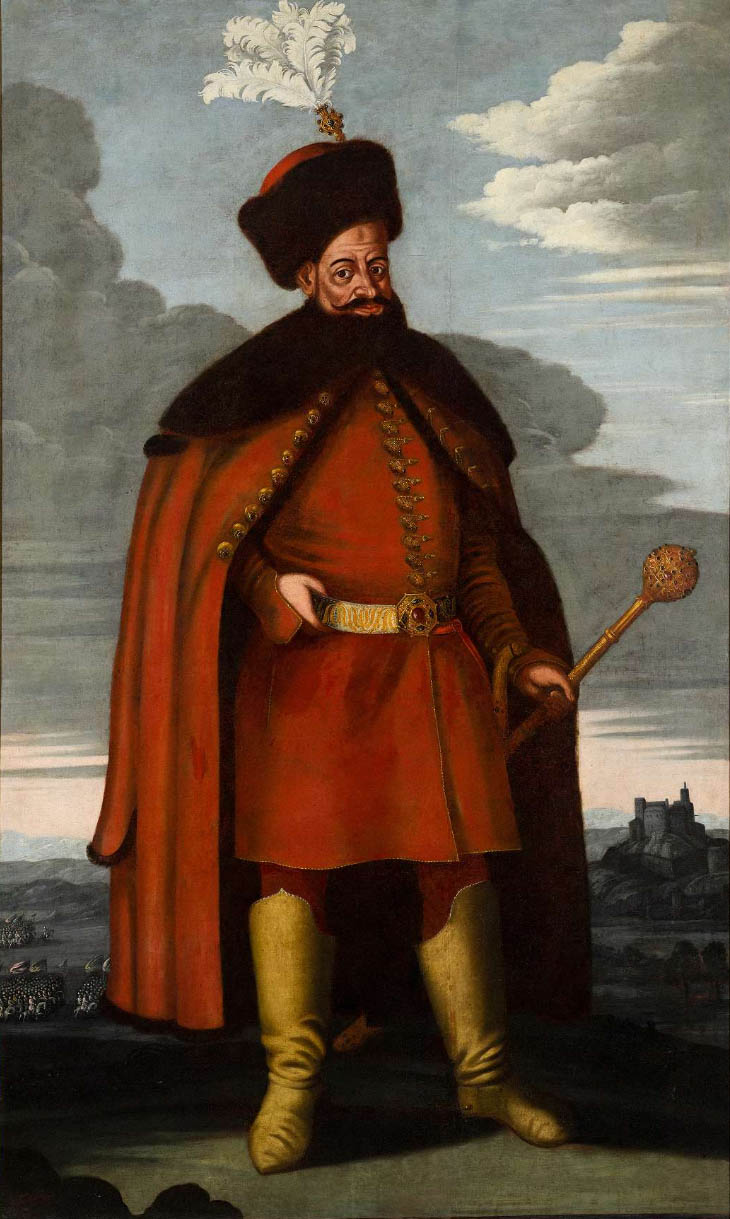
Ádám Batthyány (1609–1659)

Sein Sohn Ádám Batthyány (1609–1659) wurde jedoch 1629 wieder katholisch. Den heute noch lebenden Batthyánys gilt er „als Stammvater der Familie im engeren Sinn“. Er beherrschte Gebiete, die sich über Teile der heutigen Staaten Ungarn und Slowenien sowie das südliche Burgenland erstrecken. Südlich des Plattensees verteidigte er die Landesgrenze des von den Habsburgern beherrschten Königlichen Ungarn gegen die Osmanen und betrieb in seinem Herrschaftsgebiet eine radikale Rekatholisierung im Sinne der Gegenreformation. In Güssing gründete er ein Franziskanerkloster mit Klosterkirche, in dessen Kirche Mariä Heimsuchung sich seither die Familiengruft der Batthyány befindet. Neben dem Stifterpaar sind hier über 100 Familienmitglieder begraben. Die Gruft in Güssing ist nach der Kapuzinergruft die zweitgrößte Familiengruft Österreichs.

### Batthyány-Strattmann

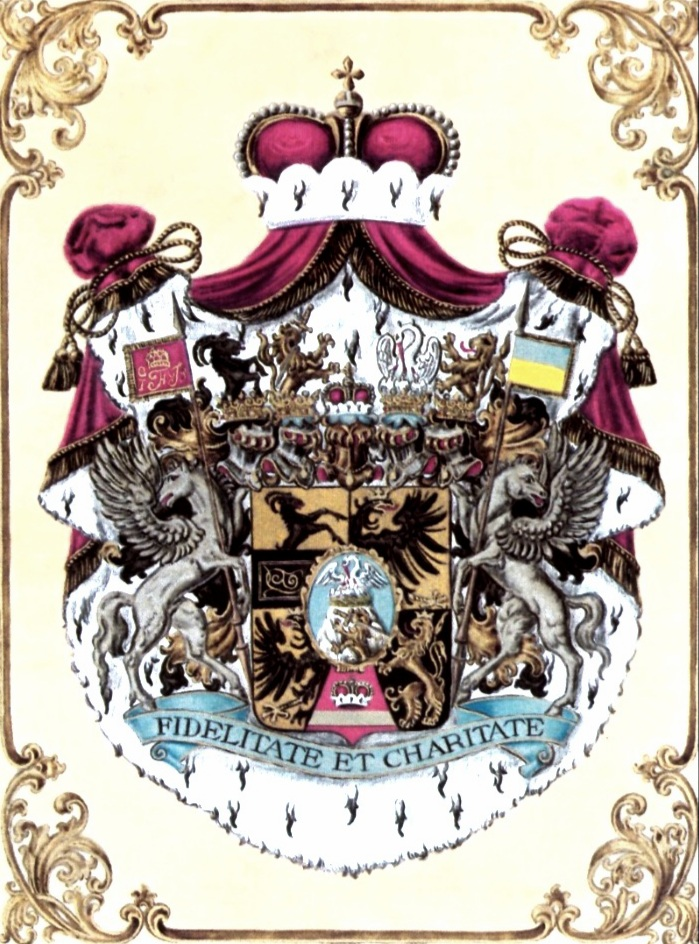
Wappen der Fürsten Batthyány-Strattmann: Kompositwappen der Stammwappen der Batthyány (Herzschild) und der Strattmann (Feld 1)

Die ungarische Baronie wurde der später fürstlichen Linie der Familie 1628 verliehen, der ungarische Grafenstand 1630. 1692 heiratete Adam II. Batthyány die Gräfin Eleonore Strattmann, Tochter des Reichshofkanzlers Graf Theodor Heinrich von Strattmann. Nach dessen Tod wurden seine Güter mit denen des Hauses Batthyány zusammengelegt. Wohnsitz der Gräfin war Schloss Rechnitz im Burgenland und das Palais Batthyány in Wien, welches sie 1718 erwarb. Ihr Sohn Ludwig Ernst wurde ungarischer Hofkanzler im Dienst Maria Theresias, Palatin von Ungarn und kämpfte im Siebenjährigen Krieg; sein Hauptsitz war Schloss Bicske. Graf Karl Batthyány heiratete ebenfalls eine Tochter aus dem Hause Strattmann, nämlich 1726 Franziska Theresia Gräfin von Strattmann, eine Tochter des Grafen Gerhard Wilhelm von Strattmann, Herr des Majorats Schloss Peuerbach mit Waasen, Schmiding, Haiding und Spättenbrunn. 1760, nach dem Tod des letzten Strattmann, trat Ludwig Ernst Batthyány dort die Herrschaft an.
Ludwig Ernsts Bruder, Karl Joseph (1699–1772), wurde Feldmarschall und später Erzieher und Oberhofmeister des Kronprinzen und späteren Kaisers Joseph II.; 1763 wurde er in den böhmischen Fürstenstand erhoben, ein Jahr später auch in den Reichsfürstenstand mit der Anrede Hochgeboren. Er blieb jedoch ohne Nachkommen, so dass der Fürstentitel 1772 auf seinen Neffen Adam Wenzel (1722–1787) überging, den Sohn des bereits mehrfach erwähnten Ludwig Ernst Batthyány. Ihm folgten sein Enkel Fürst Ludwig (1753–1807) und dessen Urenkel Fürst Philipp (1781–1870). 1825 löste Philipp das Fideikommiss auf und teilte den Besitz, Peuerbach erhielt sein Neffe Fürst Wilhelm Albrecht von Montenuovo, der Gatte der Gräfin Johanna Batthyany. Der 7. Fürst von Batthyány-Strattmann (1870–1931) wirkte als Armenarzt und richtete auf seinen Schlössern Kittsee und Körmend Spitäler für Arme ein, die er umsonst behandelte; auch unterstützte er Bedürftige finanziell und verschenkte den größten Teil seines ererbten Vermögens. 2003 wurde er von Papst Johannes Paul II. seliggesprochen. Gegenwärtiges Familienoberhaupt ist der 10. Fürst, Ladislaus Edmund Batthyány-Strattmann (* 1970).

#### Fürsten Batthyany-Strattmann

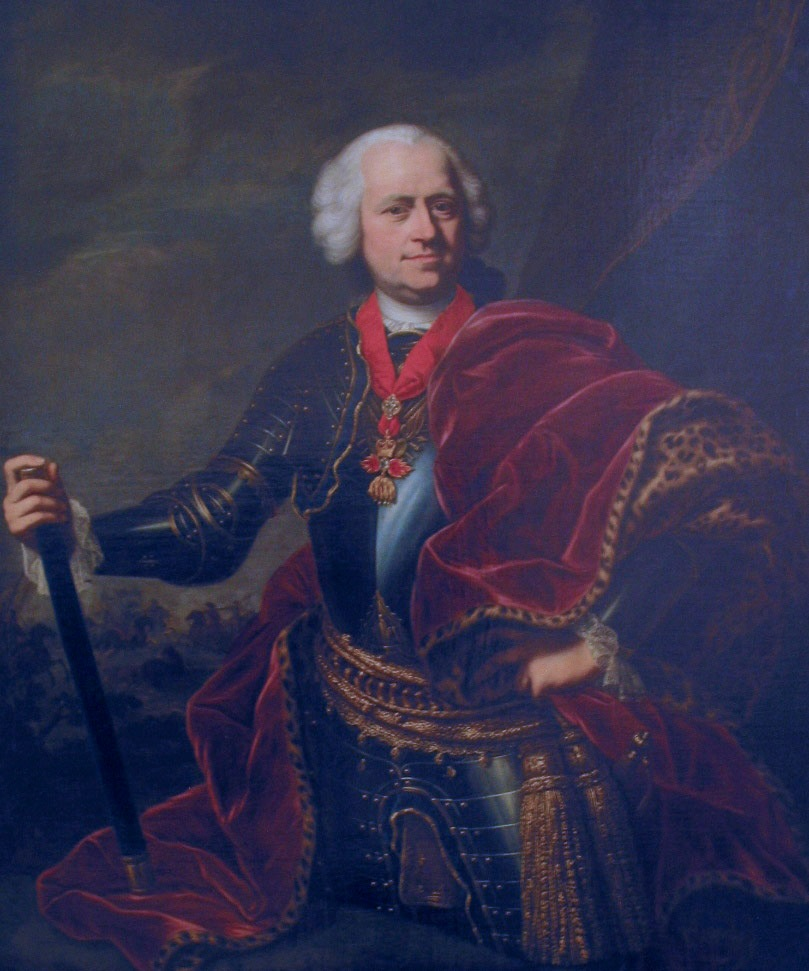
Porträt des 1. Fürsten von Batthyány von Jean Pierre Sauvage

- Karl Joseph (1699–1772): 1. Fürst von Batthyány (1763–1772); General, Feldmarschall, Erzieher des späteren Joseph II.
- Adam Wenzel (1722–1787): 2. Fürst von Batthyány-Strattmann (1772–1787); Obergespan, Kammerherr; Sohn des älteren Bruders von Karl Joseph
- Ludwig (1753–1807): 3. Fürst von Batthyány-Strattmann (1787–1807), Sohn von Adam Wenzel
- Philipp (1781–1870): 4. Fürst von Batthyány-Strattmann (1807–1870); Obergespan, Kunstförderer und Mäzen; Sohn von Ludwig
- Gustav (1803–1883): 5. Fürst von Batthyány-Strattmann (1870–1883); Pferdezüchter; Enkel des Bruders von Adam Wenzel
- Edmund  (1826–1914): 6. Fürst von Batthyány-Strattmann (1883–1914); Kämmerer, Attaché, Segelsportler; Sohn von Gustav
- Ladislaus (1870–1931): 7. Fürst von Batthyány-Strattmann (1914–1931), Armenarzt, Cousin sechsten Grades von Edmund
- Ladislaus Anton (1904–1966): 8. Fürst von Batthyány-Strattmann (1931–1966), Päpstlicher Kammerherr, Sohn von Ladislaus
- Ladislaus Pascal (1938–2015): 9. Fürst von Batthyány-Strattmann (1966–2015), Sohn von Ladislaus Anton
- Ladislaus Edmund (* 1970), 10. Batthyány-Strattmann  von Német-Ujvár (2015–), Sohn von Ladislaus Pascal

### Herrenstand in der Donaumonarchie
Im Jahr 1645 erlangten die Batthyány den niederösterreichischen Herrenstand. Die erbliche Würde eines Banus von Kroatien und Slawonien wurde ihnen 1700 verliehen. 1721 erfolgte die Aufnahme der Batthyány in den mährischen, 1734 in den oberösterreichischen Herrenstand. In den Kärntner Herrenstand wurde das Haus Batthyány 1804 aufgenommen.
Lajos Batthyány wurde während der Revolution in Ungarn 1848 ungarischer Ministerpräsident und 1849 in Pest hingerichtet. Nach 1945 wurden die Batthyánys in den damals sozialistischen Ländern weitgehend enteignet, während ihnen die Besitzungen im einst ungarischen, heute österreichischen Burgenland verblieben.

## Bekannte Namensträger
- Balthasar Batthyány (1543–1590), Freiherr von Batthyány; gebildeter Humanist, wurde 1570 Protestant
- Franz II. Batthyány (1577–1625), Kammerherr, oberster Stallmeister und Obergespan des Komitats Ödenburg
- Ádám Batthyány (1609–1659), Graf von Németújvár; Gründer des Franziskanerklosters in Güssing
- Christoph II. Batthyány (1637–1687), ungarischer Feldherr und Adeliger
- Paul I. Batthyány (1639–1674), ungarischer Magnat und Grundherr
- Adam II. Batthyány (1662–1703), Ban von Kroatien
- Eleonore Batthyány-Stratmann (1672–1741), Wiener Hofdame und enge Vertraute von Prinz Eugen von Savoyen
- Ludwig Ernst Batthyány (1696–1765), ungarischer Hofkanzler, Ritter vom Goldenen Vlies und Palatin
- Karl Joseph Batthyány (1697–1772), zunächst Graf, erlangte 1763 den Fürstenstand; österreichischer General und Feldmarschall, Erzieher Josefs II.
- József Batthyány (1727–1799), Graf; Fürstprimas von Ungarn, Erzbischof und Kardinal
- Ignác Batthyány (1741–1798), Graf; Bischof
- Vince Batthyány (1772–1827), ungarischer Staatsmann und Topograf
- Franziska Batthyány (1783–1861), Gräfin, geb. Széchenyi
- Gustav Batthyány-Strattmann (1803–1883), Pferdezüchter
- Kázmér Batthyány (1807–1854), erster ungarischer Außenminister unter Kossuth
- Lajos Batthyány (1807–1849), Graf; ungarischer Ministerpräsident, 1849 hingerichtet
- Tivadar Batthyány (1859–1931), ungarischer Politiker und Minister
- Ladislaus Batthyány-Strattmann (1870–1931), 7. Fürst von Batthyány-Strattmann; Armenarzt, seliggesprochen
- Margit von Batthyány (1911–1989), geb. Thyssen-Bornemisza, stand im Zusammenhang mit dem Massaker von Rechnitz
- Vilmos Batthyány (1870–1923), Bischof von Nitra
- Philipp Batthyány (* 1968), Philosoph
- Alexander Batthyány (* 1971), österreichischer Philosoph und Hochschullehrer
- Sacha Batthyany (* 1973), Großneffe von Margit von Batthyány. Redakteur, Schriftsteller in der Schweiz
- Friedrich von Hartenberg alias Louis Batthyány Szent-Iványi (1781–1822), Hochstapler

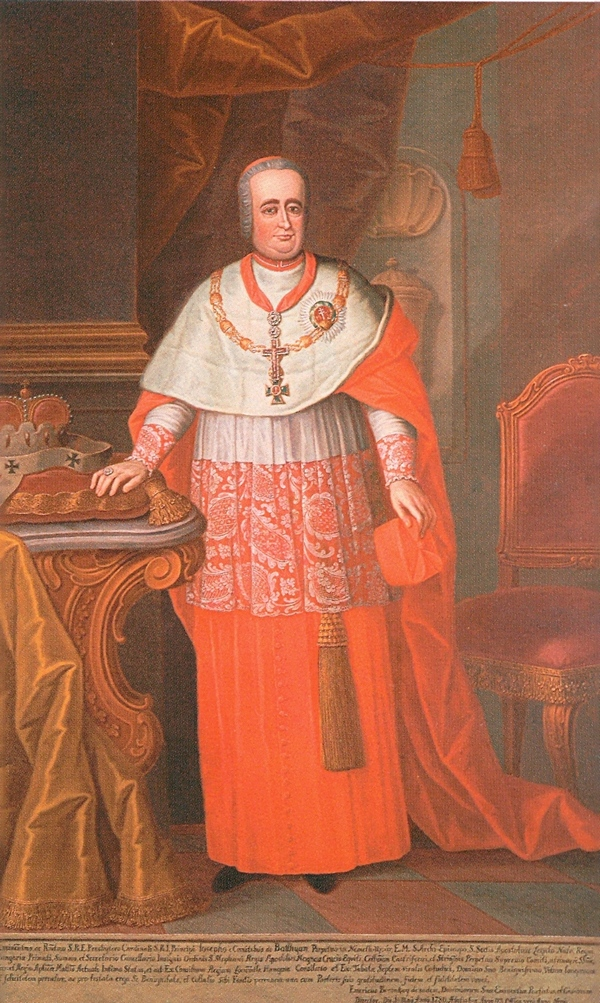
Kardinal József Batthyány (1727–1799), Fürstprimas von Ungarn
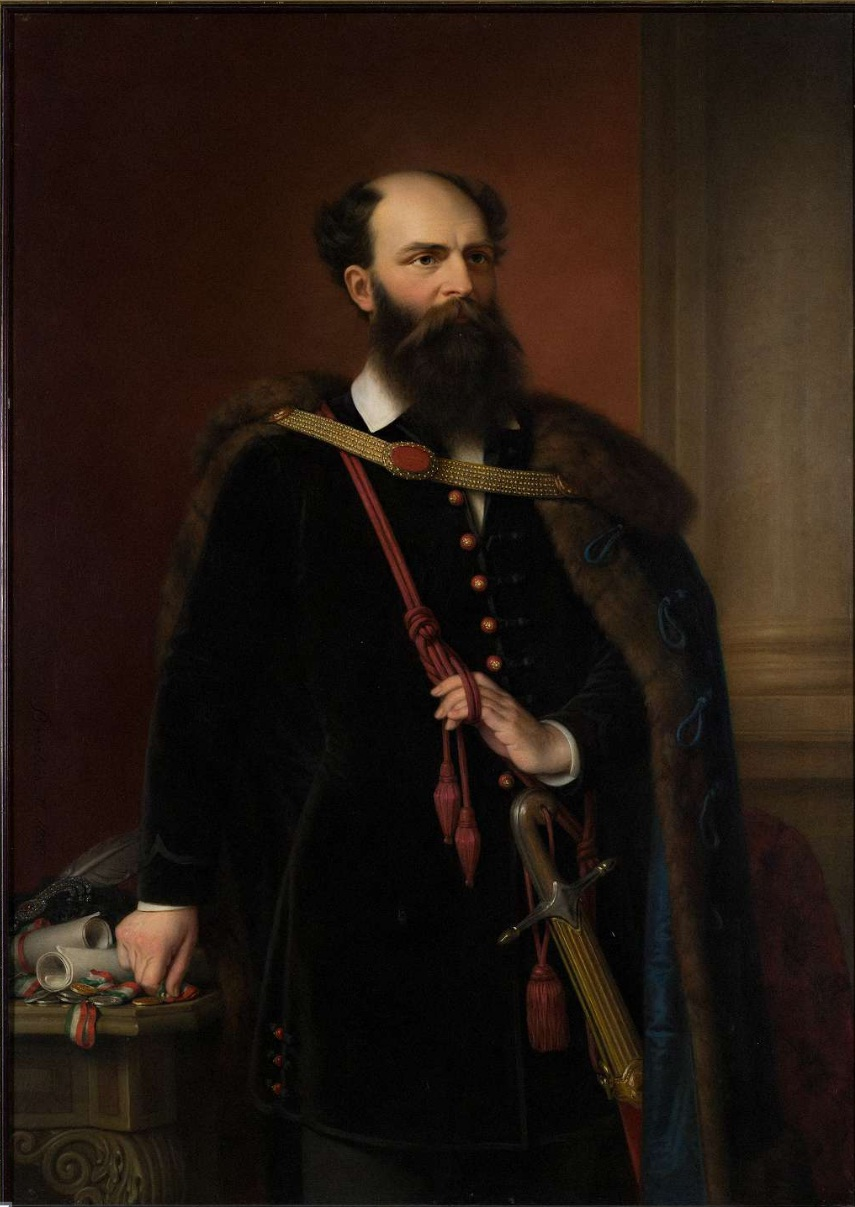
Lajos Batthyány (1807–1849), ungarischer Ministerpräsident
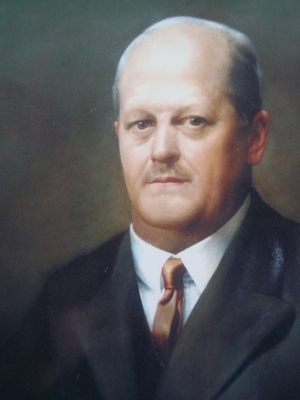
Ladislaus Batthyány-Strattmann (1870–1931), 7. Fürst von Batthyány-Strattmann; Armenarzt, seliggesprochen

## Schlösser, Burgen, Kloster
- Burg Güssing, Burgenland, seit 1524 bis heute im Besitz der Familie
- Franziskanerkloster und Klosterkirche Güssing, Grablege der Familie
- Kastell Batthyány in Güssing, seit 1761 im Besitz der Familie
- Kastell Batthyány in Stegersbach, heute im Besitz der Gemeinde Stegersbach
- Schloss Draskovich, um 1800 als Sommerschloss errichtet, seit Mitte des 19. Jahrhunderts im Besitz der Familie Draskovich
- Schloss Rechnitz (ab 1527 im Pfandbesitz, von 1564 bis 1906 und ab 1933 bis 1945 im Besitz der Familie)
- Schloss Tabor in Neuhaus am Klausenbach (1607 bis 2019 im Besitz)
- Schloss Batthyány in Neumarkt an der Raab 1846 von Graf Franz VI. Batthyány an der Stelle eines älteren Gebäudes errichtet; bis heute im Familienbesitz.
- Schloss Batthyány in Pinkafeld, seit Ádám Batthyány bis Anfang des 20. Jh. im Besitz
- Schloss Batthyány in Rudersdorf, Teil der Herrschaft Güssing, um 1750 von Emmerich Batthyány erbaut, im 19. Jh. verkauft
- Schloss Batthyány in Bicske, 1642 von Ádám Batthyány erworben, das Schloss 1754–1755 neu erbaut.
- Schloss Trautmannsdorf in Trautmannsdorf an der Leitha, Niederösterreich. 1756 erworben, 1810 das klassizistische Schloss durch Fürst Philipp Batthyány erbaut.
- Schloss Batthyány in Körmend, 1604 durch Kaiser Rudolf II. an Franz II. Batthyány dotiert. Durch Ádám Batthyány nach einem Brand ab 1652 neu erbaut.
- Palais Batthyány in der Wiener Bankgasse, 1718 durch Eleonore Batthyány-Stratmann erworben, im 19. Jh. verkauft und von 1911 bis 1924 erneut im Besitz.
- Schloss Peuerbach, Oberösterreich, von 1726 bis 1825 im Besitz

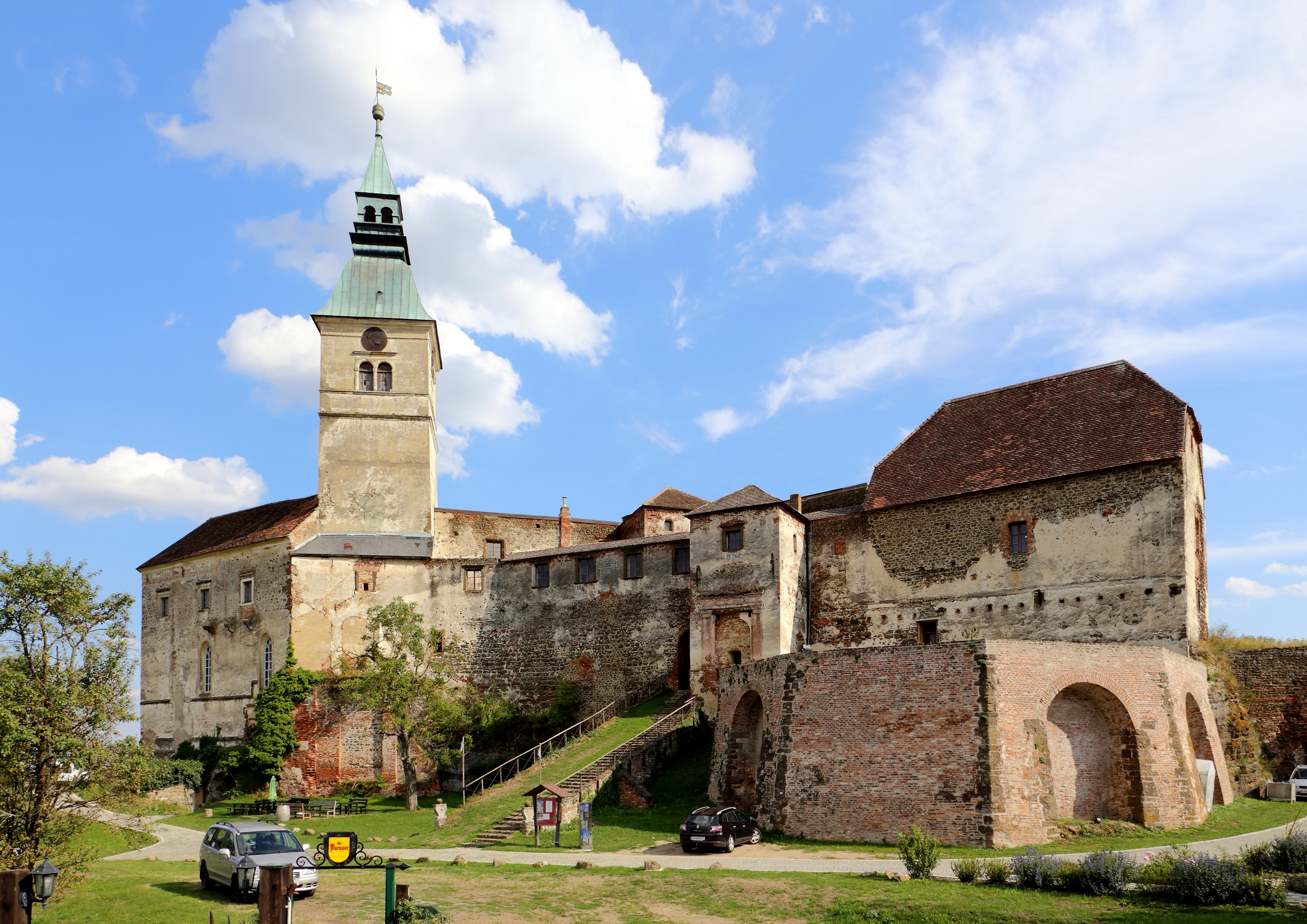
Burg Güssing (Burgenland)
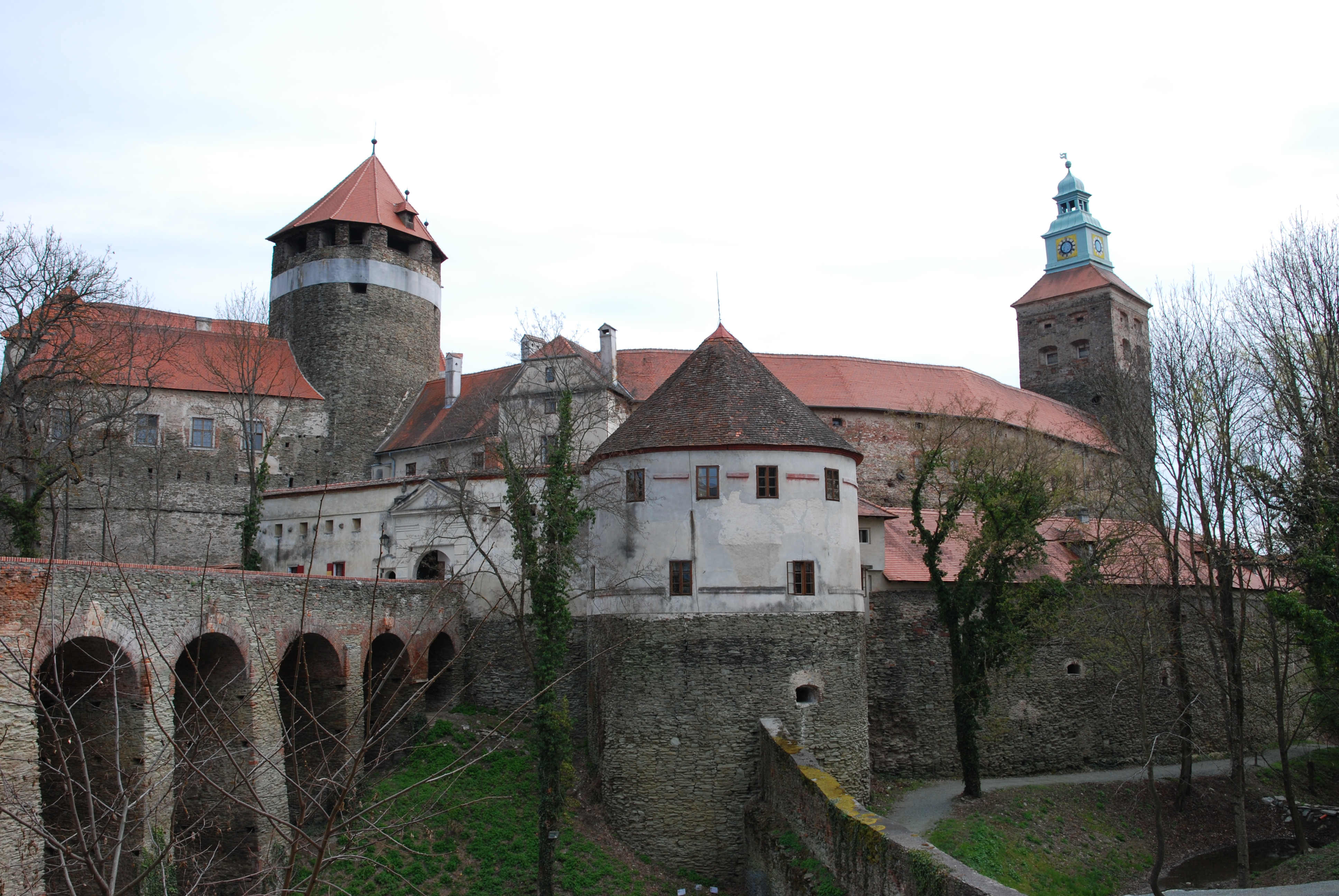
Burg Schlaining (Burgenland)
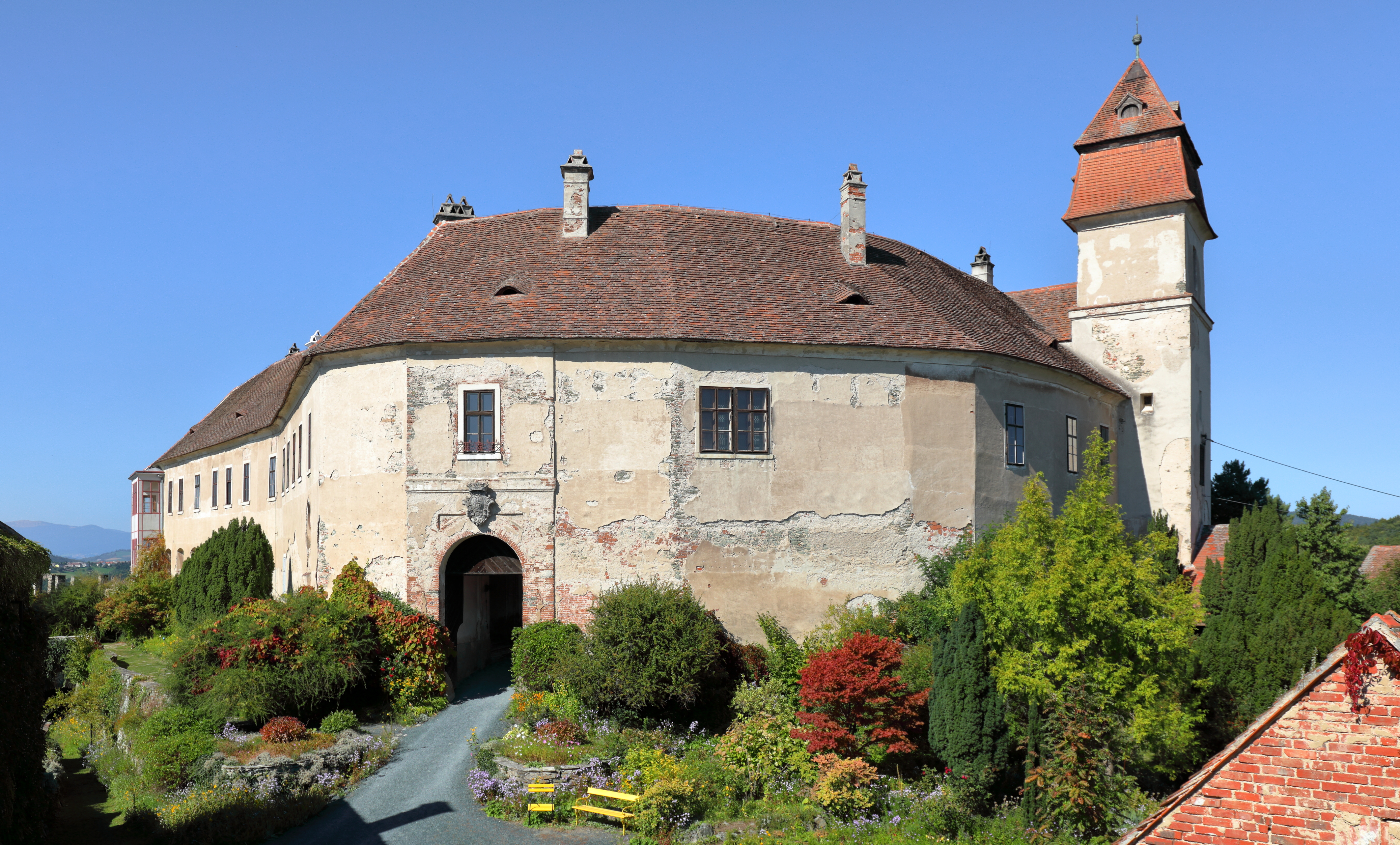
Burg Bernstein (Burgenland)
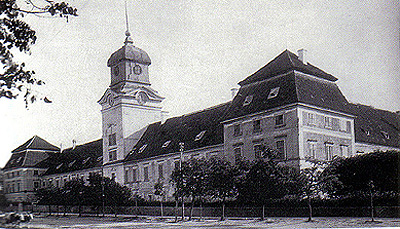
Schloss Rechnitz (Burgenland)
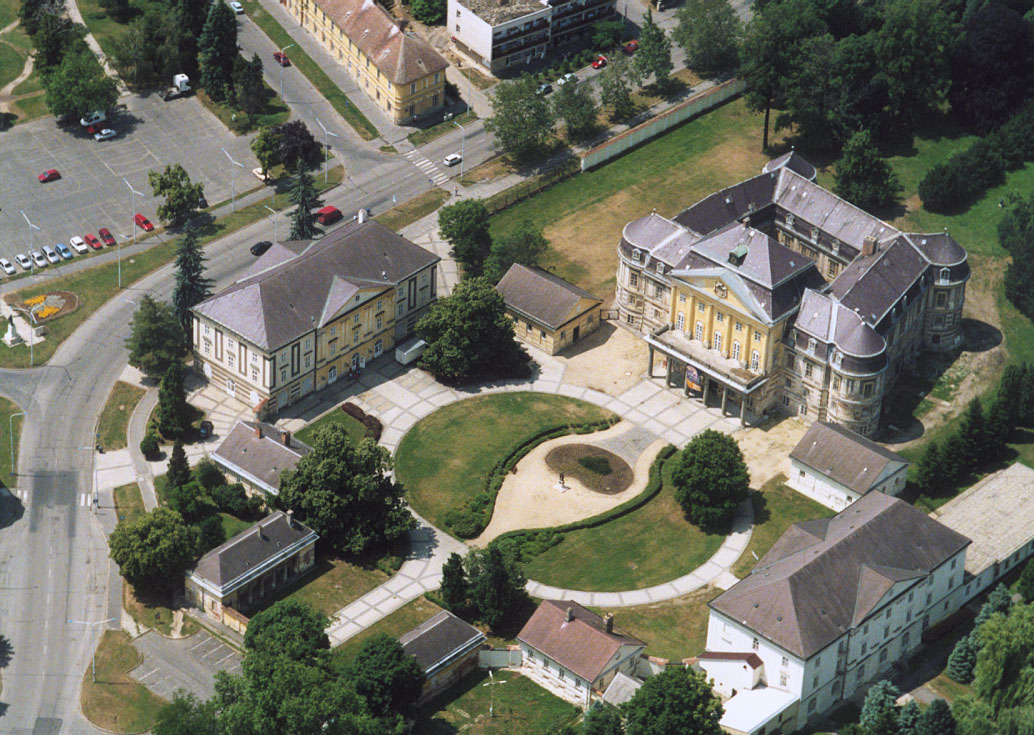
Schloss Batthyány, Körmend (Komitat Vas)
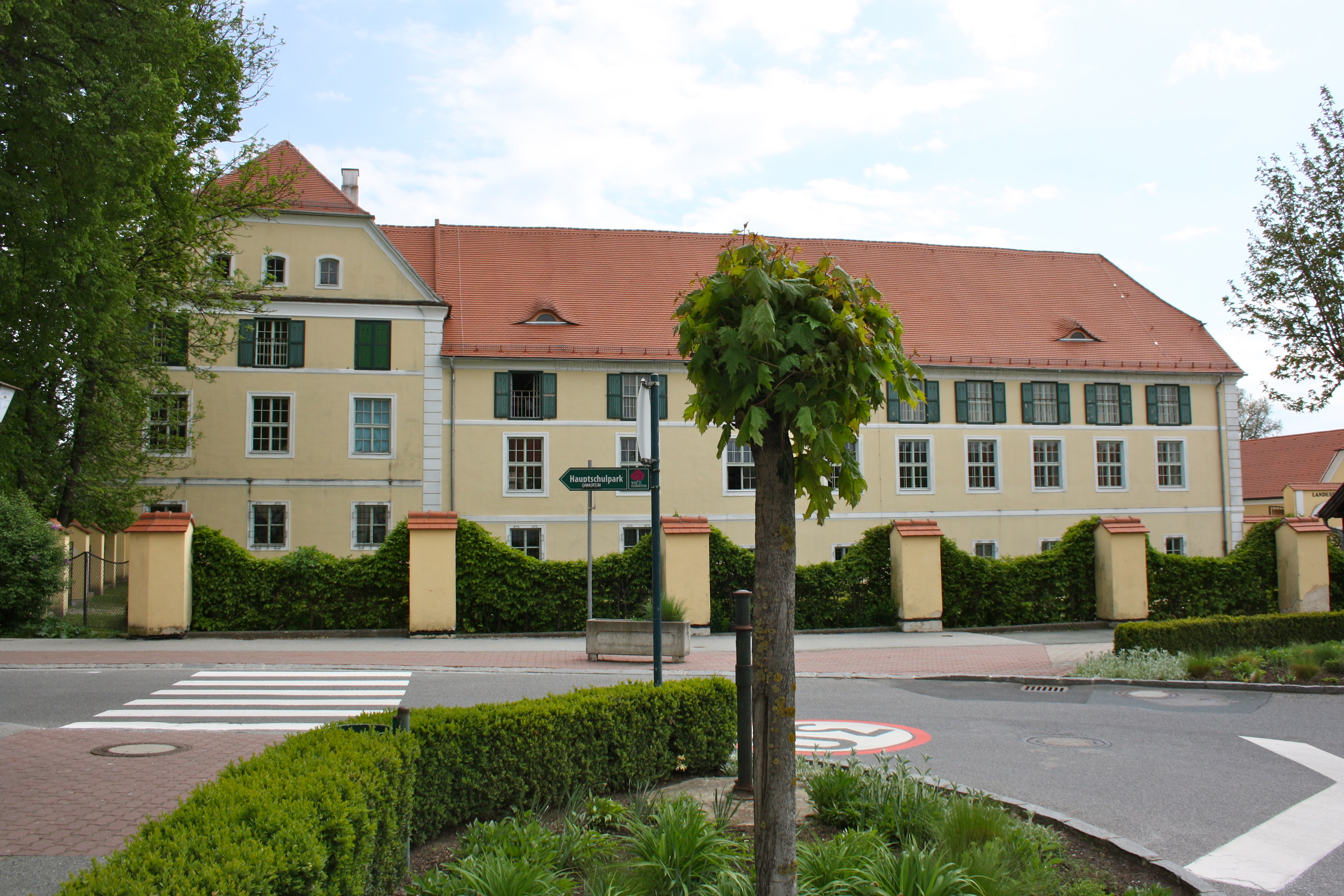
Schloss Batthyány, Pinkafeld (Burgenland)
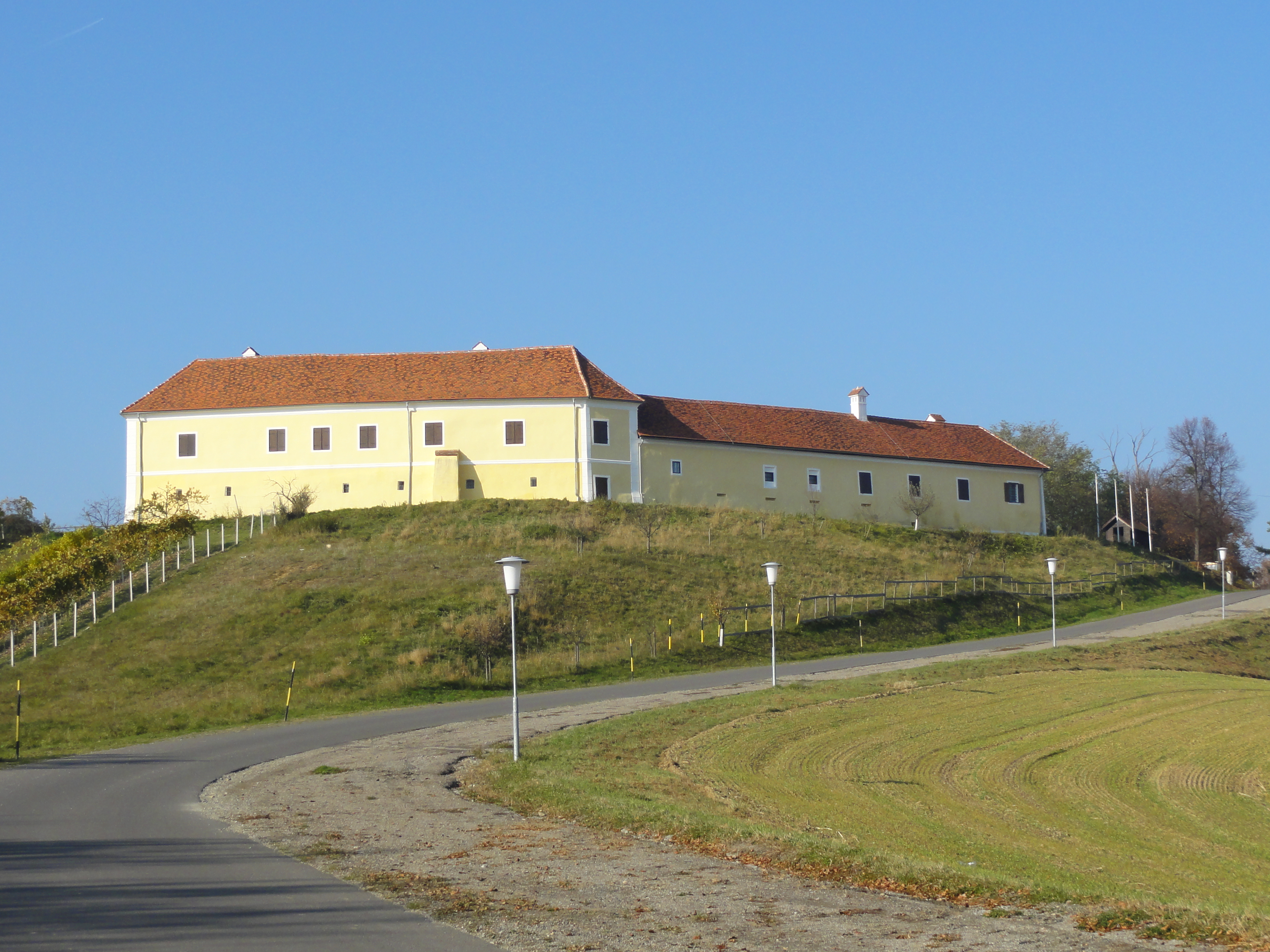
Schloss Tabor, Neuhaus am Klausenbach (Burgenland)
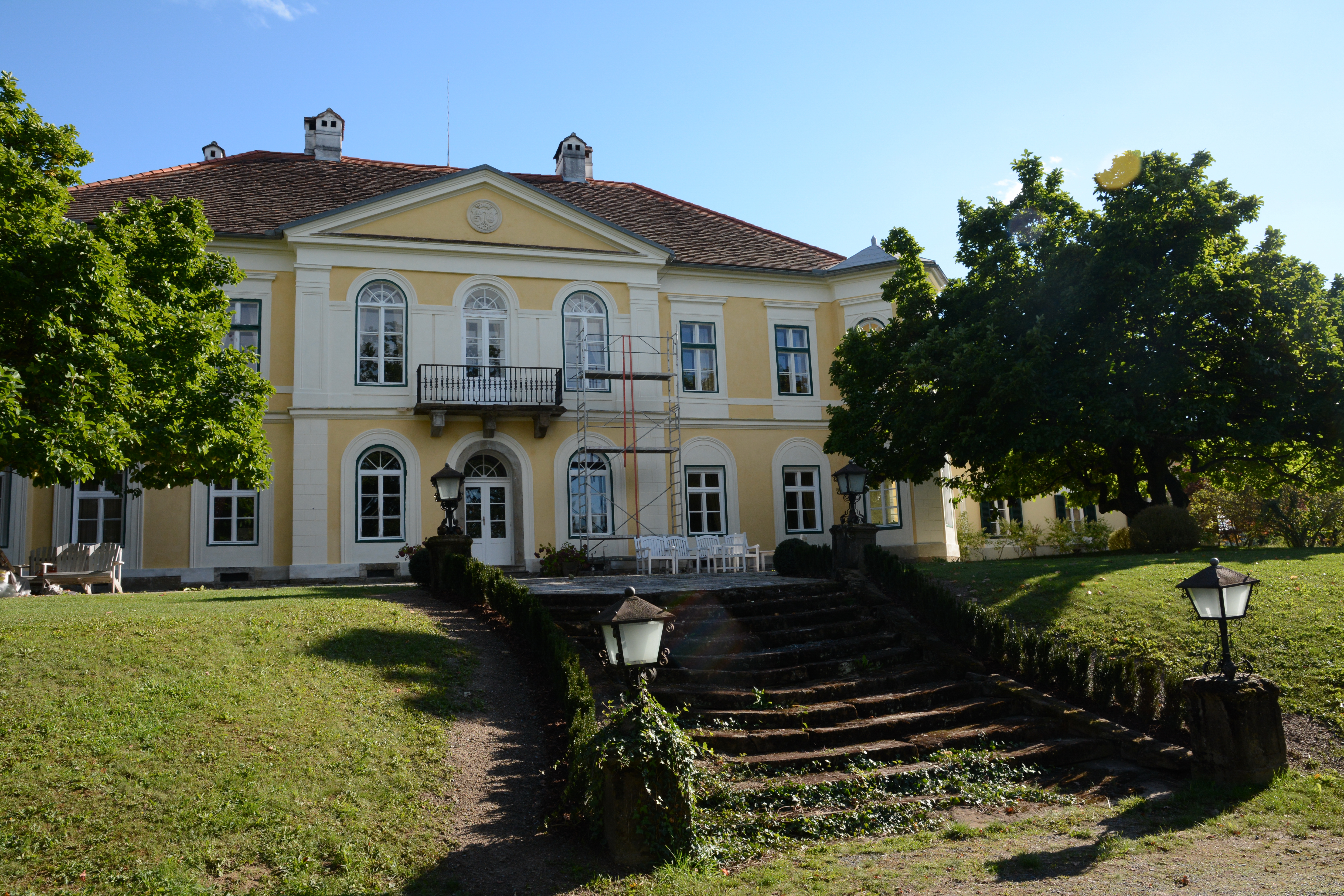
Schloss Batthyány, Neumarkt an der Raab (Burgenland)
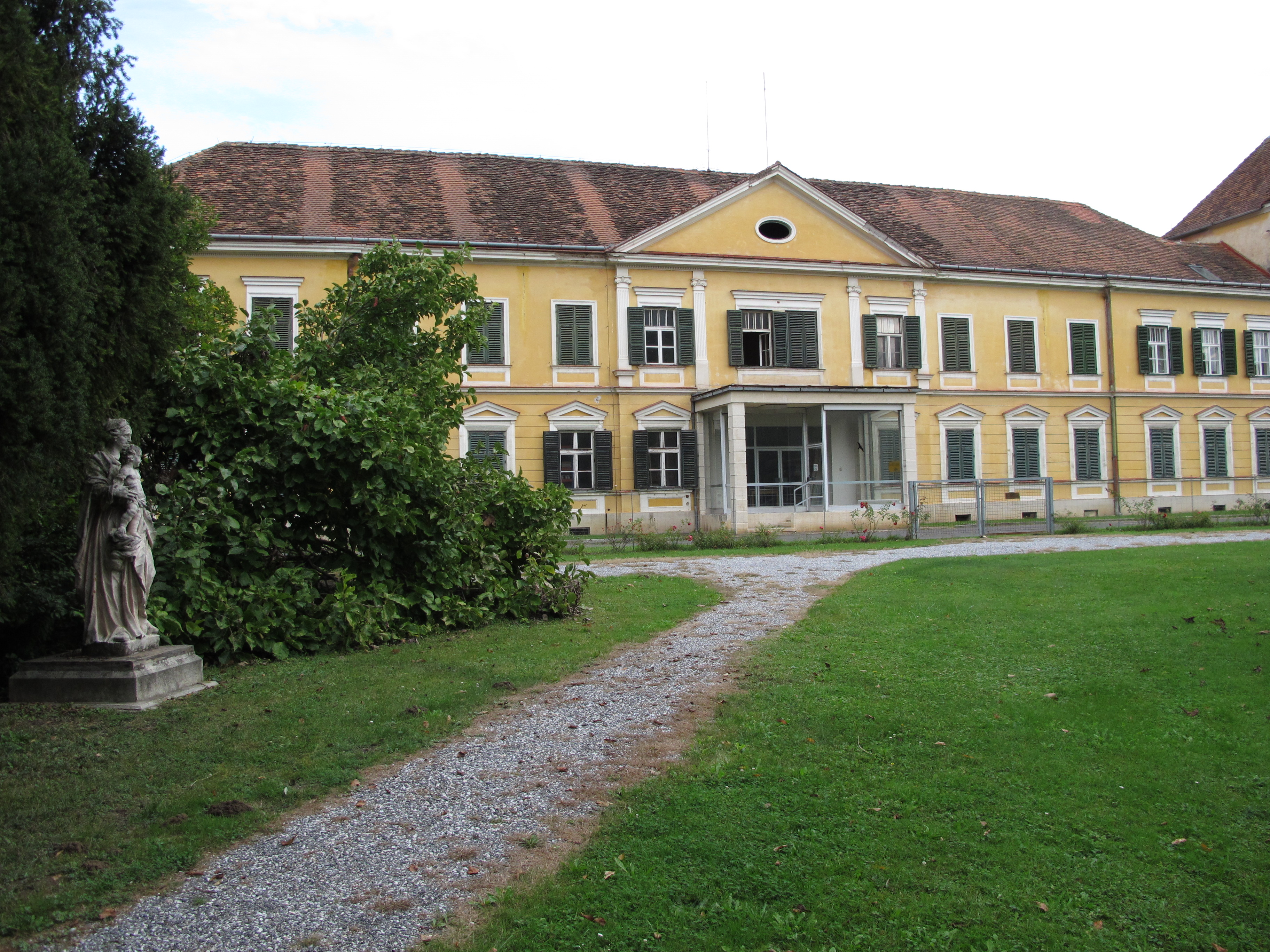
Schloss Batthyány, Rudersdorf (Burgenland)
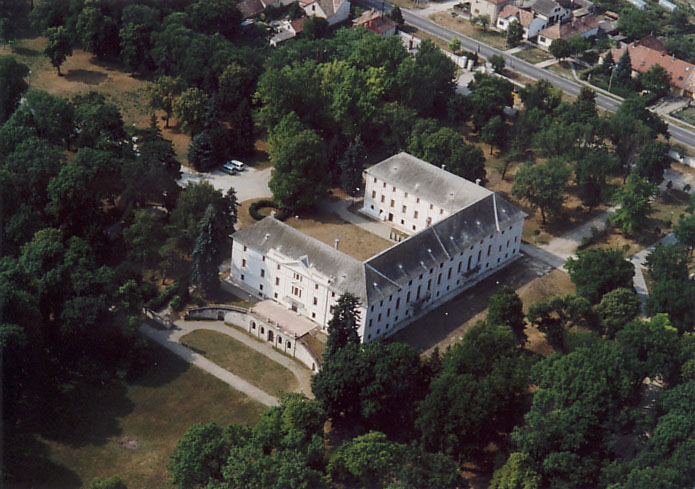
Schloss Bicske (Komitat Fejér)
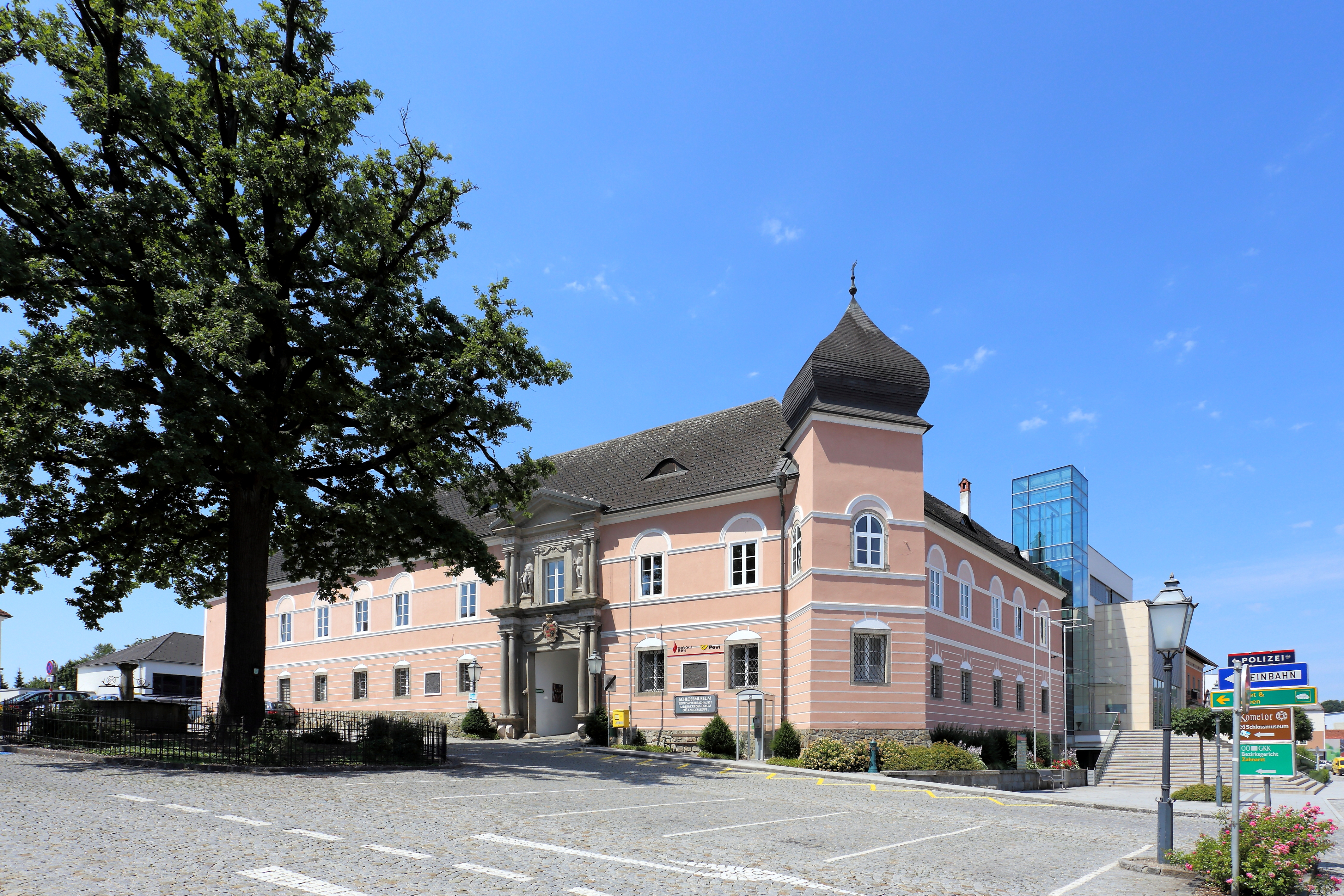
Schloss Peuerbach (Oberösterreich)
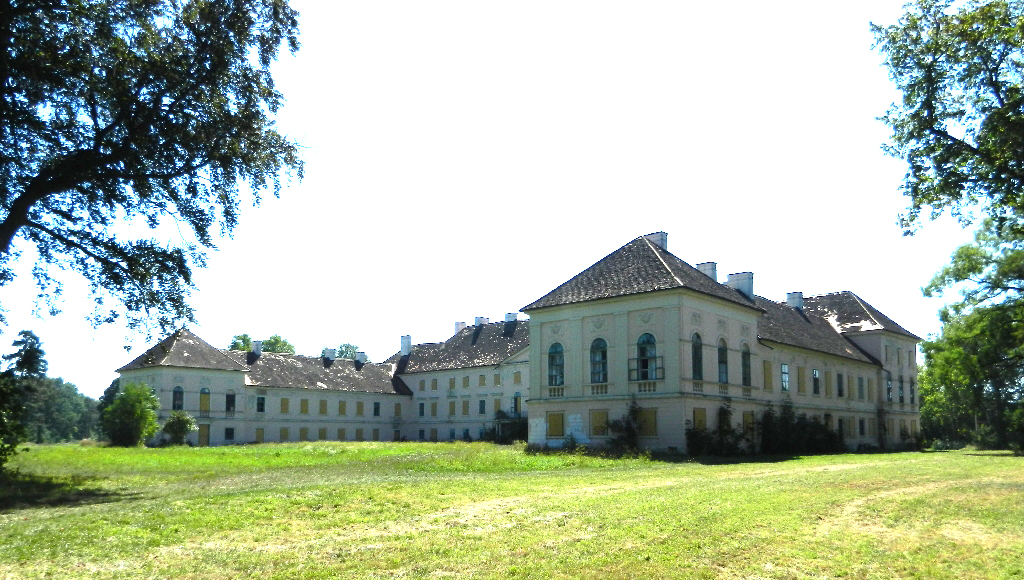
Schloss Batthyány (Trautmannsdorf), Niederösterreich
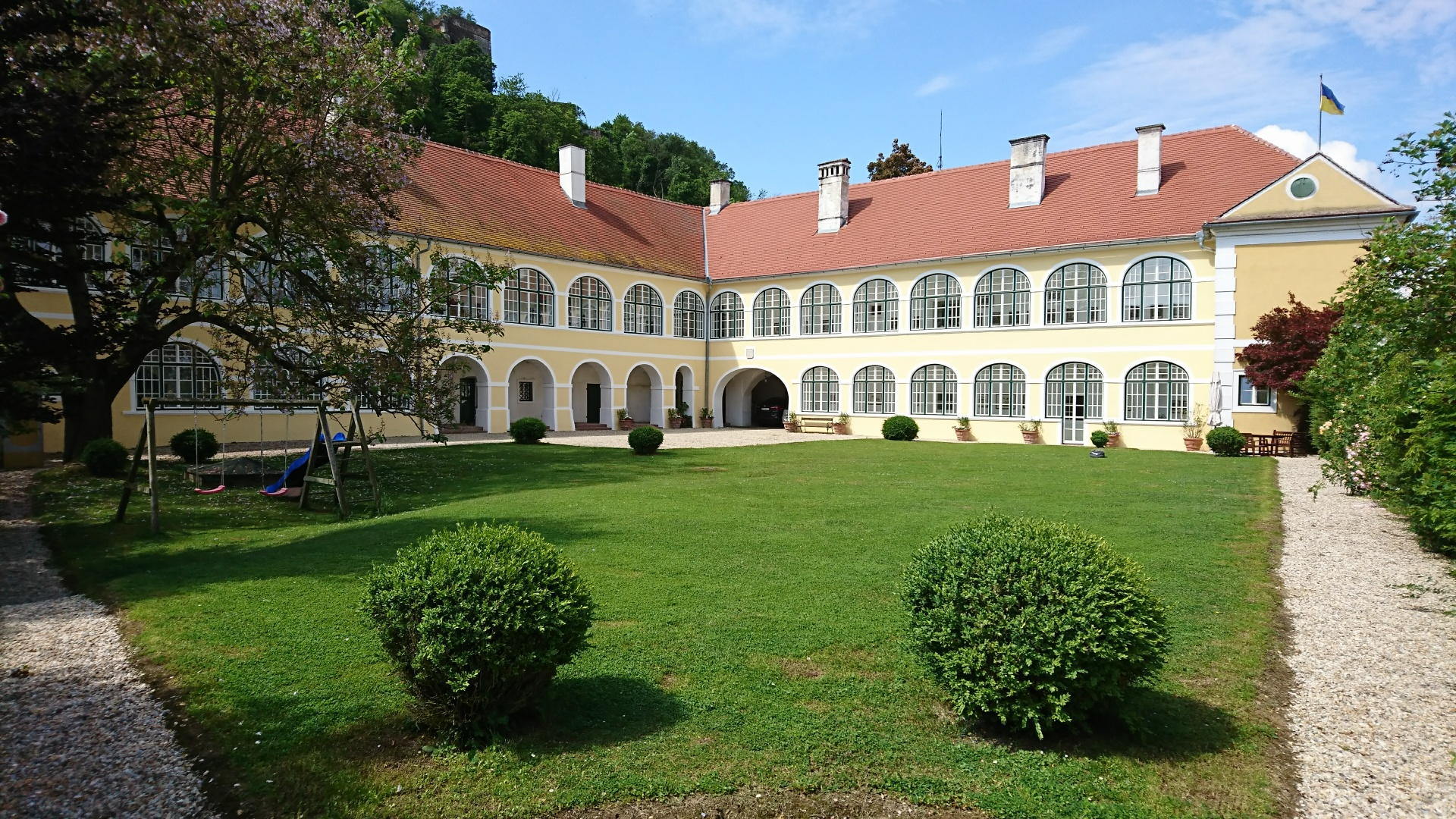
Kastell Batthyány, Güssing (Burgenland)
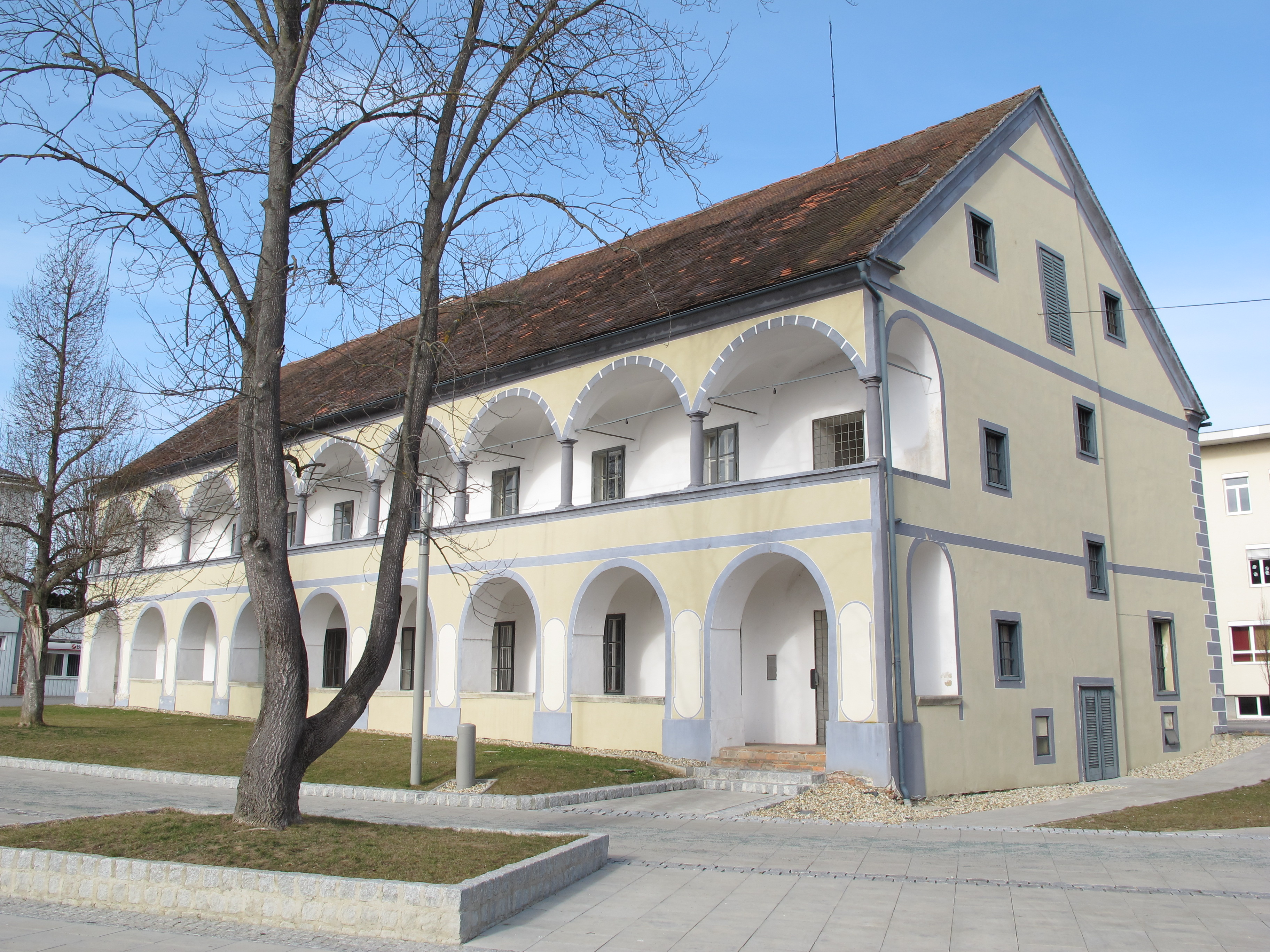
Kastell Batthyány, Stegersbach (Burgenland)
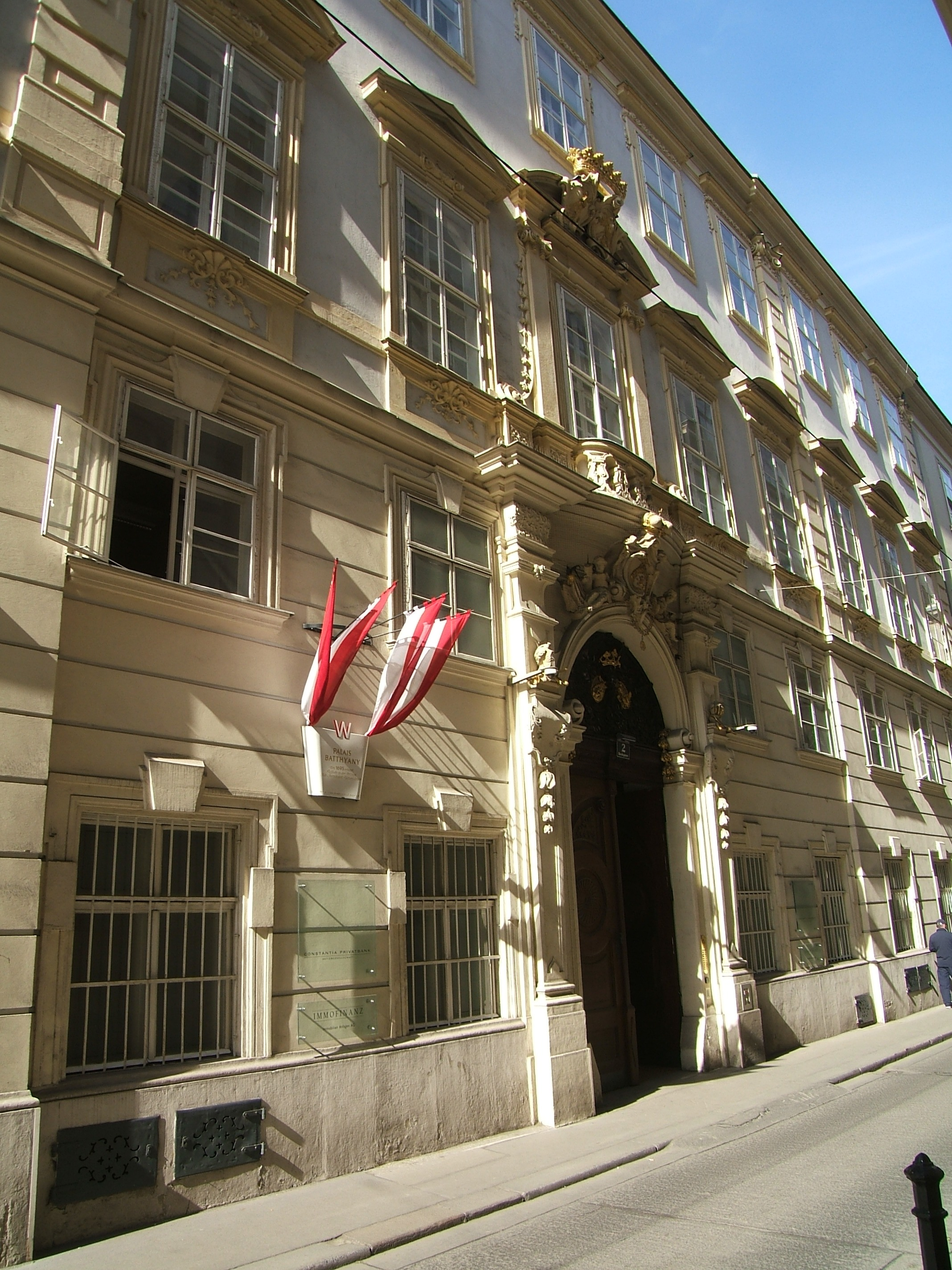
Palais Batthyány (Wien)
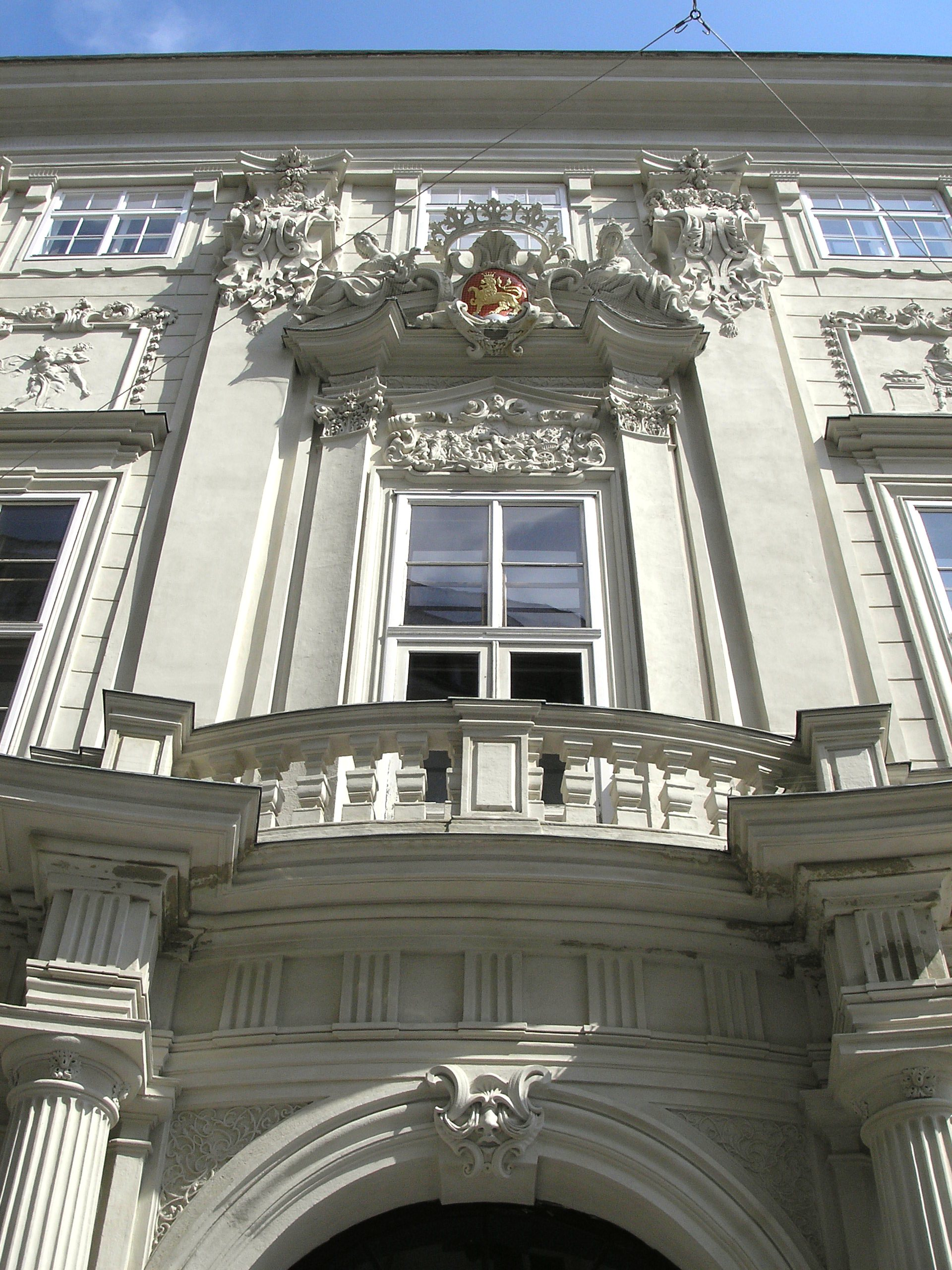
Palais Schönborn-Batthyány (Wien)

## Literatur

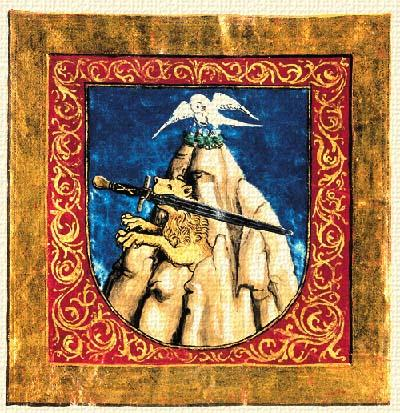
Wappen der Batthyány (15. Jh.)